# Joaquín Pérez Madrigal
Joaquín Pérez Madrigal (Madrid, 7 de diciembre de 1898–Madrid, 15 de febrero de 1988), fue un político, periodista y escritor español. Ideológicamente evolucionó desde el radical-socialismo marcadamente anticlerical a posiciones de extrema derecha y acentuado integrismo católico.

## Biografía

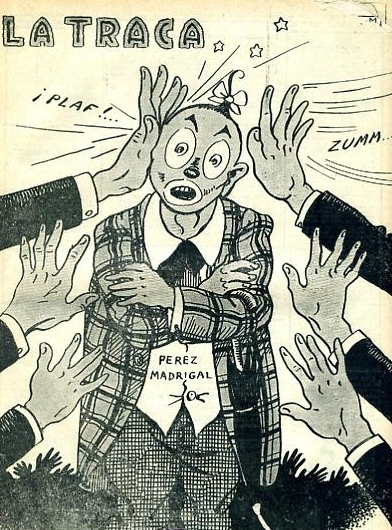
Portada de la revista satírica La Traca de mediados de los años 30, criticando el cambio político de Pérez Madrigal.

Sobrino de la corresponsal de ABC, Sofía Casanova. Masón, comenzó su carrera política dentro del republicanismo izquierdista más anticlerical, siendo en 1931 diputado del Partido Radical Socialista por Ciudad Real y secretario del líder de este partido Álvaro de Albornoz.
Durante las Cortes Constituyentes formó parte de un grupo que se hizo notar por su política demagógica y antigubernamental: los jabalíes. En la legislatura siguiente formó parte del Partido Republicano Radical de Lerroux y en la de 1936 volvió a cambiar y perteneció al grupo parlamentario de la CEDA. En las elecciones de febrero había obtenido su escaño en la candidatura de las derechas por la circunscripción de la provincia de Ciudad Real (lo justificó diciendo que frente a la revolución tenía en común con sus coaligados «el amor a la Patria, el respeto a la Historia de España y el deber ferviente de fortalecer y garantizar el desenvolvimiento de la sociedad española» y, sobre todo, que él no era «ni un asesino, ni un ladrón») y había tenido un destacado protagonismo durante la campaña electoral dirigiendo sus ataques al candidato centrista y ministro de Obras Públicas Cirilo del Río.
En julio de 1936, en previsión del inminente golpe de Estado, sacó a su familia de Madrid mientras él se instalaba en Pamplona, donde el 15 de julio se ponía a las órdenes del general Mola. Se unía así a los militares sublevados con auténtico fervor de converso, según él mismo expresó.
Iniciada la Guerra Civil, colaboró en Radio Nacional de España, donde realizó una importante labor de propaganda antirrepublicana —sus secciones El miliciano Remigio y la Flota Republicana eran muy populares. Redactó el conocido manifiesto del general Cabanellas (jefe de la Junta de Defensa), a quien acompañaría como asistente por la zona sublevada. El 1 de agosto de 1936 se afiliaba a Falange en Burgos.
En sus programas radiofónicos, se deleitaba en describir a los milicianos como hombres bobalicones e incultos, masa amorfa, pasto de bajas pasiones, de infecciones y de enfermedades indignas, incapacitada de pensar por sí misma, y que se dejaba mandar, carente de virilidad y como sujetos andantes de una jerga populachera y dialectal repleta de vulgarismos e incorrecciones gramaticales.
Al final de la guerra, se le otorgó el título de Derecho por «méritos patrióticos». En abril de 1940 fue encausado por el Tribunal Especial para la Represión de la Masonería y el Comunismo (TERMC), y procesado al año siguiente. Fue absuelto de los cargos, tras interceder en su favor Serrano Suñer y diversas autoridades eclesiásticas. A partir de entonces desapareció de la primera línea política, aunque continuó ejerciendo como periodista, escritor y propagandista del nuevo régimen, que lo adscribió a los medios de información del Movimiento.
En 1941 fundó la revista ¿Qué Pasa?, en un principio falangista y desde 1964 vinculada al carlismo reaccionario y a los sectores más integristas. En 1955 tuvo una verdadera conversión religiosa al asistir a unos Cursillos de Cristiandad. Desde entonces se dedicó a defender en cuerpo y alma al catolicismo más integrista y anticonciliar, frente a los teólogos de asalto.

## Obras
- En la brecha: relato, momento y personajes de mis interrupciones parlamentarias. Editor Boro, 1933

- Augurios, estallido y episodios de la guerra civil: (cincuenta días con el ejército del norte)	Imprenta Católica y enc. Sigirano Díaz, 1936

- El miliciano remigio pa la guerra es un prodigio. [Memorias de un miliciano rojo transmitidas por "Radio Nacional de España"]. Sigirano Diaz, 1937

- Tipos y sombras de la tragedia. Mártirez y héroes. Bestias y farsantes. Imp. Sigirano Diaz, 1937

- Aquí es la emisora de la flota republicana...: (La guerra a través de los partes rojos.--Riesgo y desvergüenza de los navegantes, mangantes y mareantes del Mediterráneo y de su gobierno "ligítimo"). Joaquín Pérez Madrigal. Ediciones Españolas, S. A., 1939

- Disparos a cero. Ediciones Españolas, 1939

- Grandeza y símbolos de Teruel. S. Díaz, 1939

- Los que tienen razón 	Joaquín Pérez Madrigal Editor s.n., 1939

- Memorias de un converso (virutas de historia): vida, rango y escuela de un español del 31. Instituto Editorial Reus, 1943

- Allá en el rancho grande. Volumen 1 de Itinerarios de infamia. Ed. NOS, 1948
- Por el exilio inmenso. Volumen 2 de Itinerarios de infamia . Editorial Nos, 1948

- Del Manzanares, al Volga o al Hudson?. Volumen 3 de Itinerarios de infamia, NOS, 1948
- Los "Onus" y los otros. Volumen 4 de Itinerarios de infamia. NOS, 1948

- Indalecio Prieto y su "Mariachi". Volumen 5 de Itinerarios de infamia, Editorial Nos, 1948

- El General Sanjurjo a presidio. Instituto Editorial Reus, 1955

- Perez: (vida y trabajos de uno). Instituto Editorial Reus, 1955

- Casas Viejas: palenque de sicarios. Volumen 2 de Sucesos históricos contemporáneos. Joaquín Pérez Madrigal. Instituto Editorial Reus, 1956

- El escándalo de Múnich. E.A.S.A., 1962

- Un millón de vivos: una novela de política o una política de novela. Ediciones E.A.S.A., 1963

- Con Cristo vivo, frente a los "teólogos" de asalto. s.n., 1970